# أركيورابتور

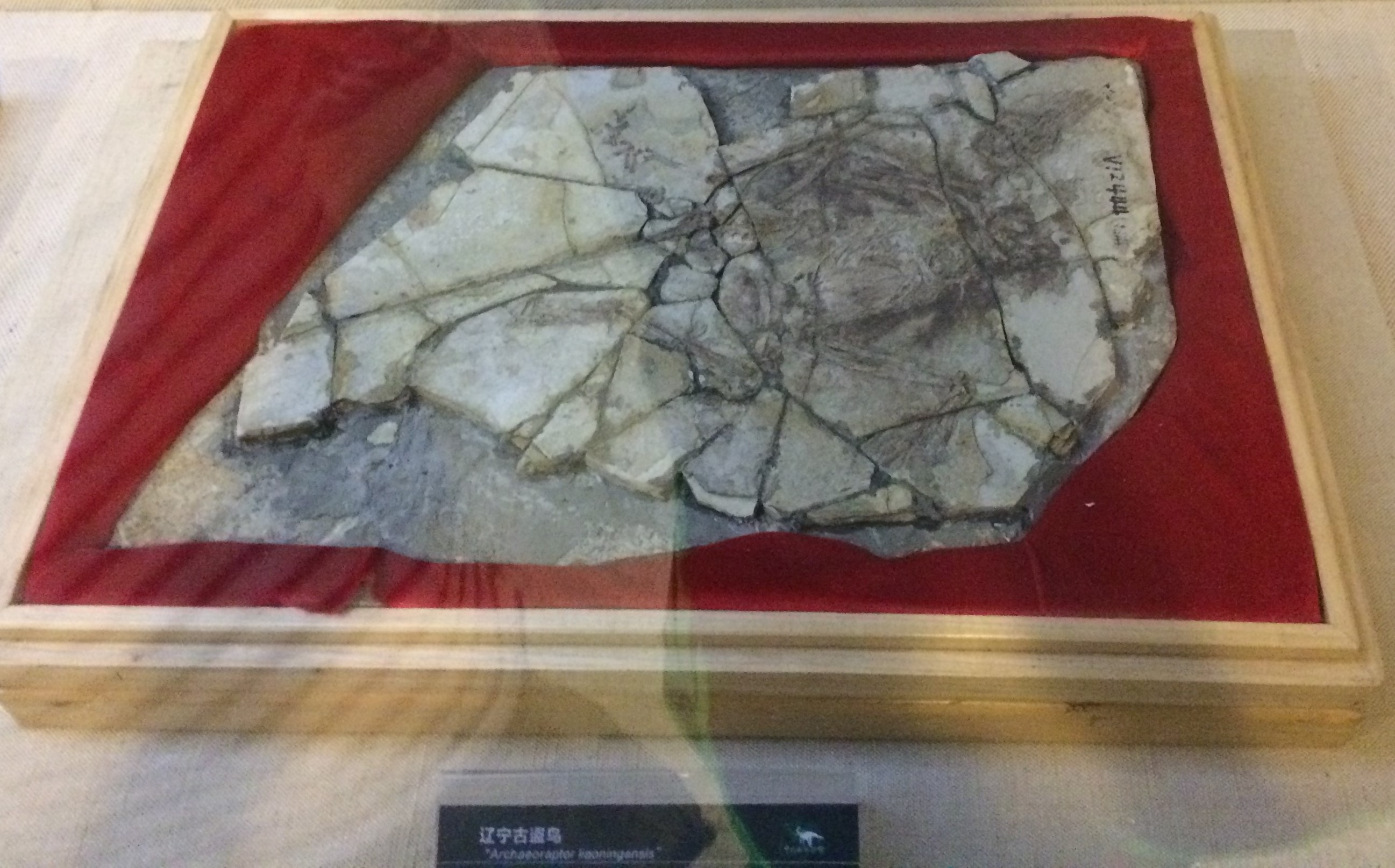

أركيورابتور (بالإنجليزية: Archaeoraptor) هو اسم غير رسمي لأحفورة زائفة من الصين، حيث نشرت في مجلة ناشونال جيوغرافيك في عام 1999. ولقد بينت المجلة أن الأحفورة كانت «كحلقة مفقودة» ما بين الطيور وديناصورات الثيروبودا، ذوات الاقدام الكائنة على الأرض.

## تاريخ الحادثة
كُشف النقاب عن أحفورة «أركيورابتور» في المؤتمر الصحفي الذي عقدته مجلة «ناشونال جيوغرافيك» في تشرين الأول من عام 1999، أعلن في نفس المؤتمر الصحفي عن إعادة الأحفورة إلى السلطات الصينية ولكن صُدرت بصورة غير قانونية. وفي تشرين الثاني من عام 1999 فقد خصصت مجلة ناشونال جيوغرافيك الأحفورة بمقال كتبه المحرر الفني كريستوفر سلون. 
بحثت المقالة بصورة عامة عن الديناصورات ذوات الريش وأصل الطيور. كما بينت المقالة أن الأحفورة كانت «كحلقة مفقودة بين الديناصورات والطيور البرية التي تستطيع الطيران بالفعل» وأشارت إليها بصورة غير رسمية بالأركيورابتور يانونيغ سيس وأعلنت تسميتها بذاك الاسم فيما بعد. يعني هذا الاسم «اللص القديم يانونيغ»، وأدى ذلك إلى خلق انتقادات مباشرة من قبل «ستورس إل أولسون» أمين الطيور في المتحف الوطني للتاريخ الطبيعي في واشنطن، حيث استنكر كتابة الاسم العلمي في مجلة شعبية كمجلة «باك بون» التابعة لمتحفه دون مراجعته بصورة دقيقة ووصف ذلك بالكابوس.
في الثالث من شباط من عام 2000، أفاد بيان صحفي نشرته مجلة ناشونال جيوغرافيك" أن الأحفورة قد تكون مركبة مما أدى إلى التحقيق الداخلي في الأمر.وفي نفس الشهر، أفاد رئيس تحرير مجلة «ناشونال جيوغرافيك»،"بل ألين" للشبكة الإخبارية "نيتشر" بأنه غاضب إزاء كون الأحفورة زائفة.
ولقد كتبت رسالة من الدكتور «إكسيو إكسينغ» في العدد الصادر في شهر آذار في قسم المنتديات في المجلة حيث أفاد بأن الذيل ربما لا يتطابق مع الجزء العلوي من الجسم. نشرت مجلة ناشونال جيوغرافيك في شهر تشرين الأول من عام 2000 نتائج تحقيقات العلماء وذلك في مقال كتبه الصحفي المحقق «لويس م سيمونس». وقد لخصوا إلى أن الاحفورة كانت مركبة وأن الجميع فعليا ممن شاركوا في المشروع قد ارتكبوا بعض الأخطاء.